# Auguste von Müller
Auguste von Müller (geboren am 23. Februar 1848  in Darmstadt; gestorben am 2. April 1912 in Darmstadt) war eine deutsche Opernsängerin in der Stimmlage Mezzosopran. 

## Leben
Auguste von Müller war die Tochter der Darmstädter Hofschauspielerin Maria von Müller-Stack (geboren 1818). Sie begann ihre Karriere 1875 als Schauspielerin am Stadttheater von Stettin. In der Folgesaison war sie Sängerin am Opernhaus von Riga und erhielt dann ein Engagement am Weimarer Hoftheater, wo Franz Liszt als künstlerischer Direktor wirkte. In Weimar sang sie an Stelle der für die Titelrolle vorgesehenen Pauline Viardot am 2. Dezember 1877 in der Uraufführung von Saint-Saëns’ Samson et Dalila unter der Leitung von Eduard Lassen in der deutschen Übersetzung des Librettos durch Richard Pohl. 
Sie trat in Weimar in den Jahren bis 1881 unter anderem als Azucena im Troubadour, als Frau Reich in Otto Nicolais
Die lustigen Weiber von Windsor, als Fricka und als Floßhilde im 
Ring des Nibelungen auf.
In der Spielzeit 1881/82 war von Müller am Stadttheater Bremen, 1882/83 am Stadttheater Magdeburg, 1883/84 am Hoftheater Altenburg, 1884/85 am Hoftheater Sondershausen und 1885/86 am Stadttheater Lübeck engagiert. Zu ihrem Repertoire gehörten auch die Rollen der Fides im Propheten von Giacomo Meyerbeer, die Nancy in Friedrich von Flotows Martha und die Ortrud im Lohengrin.
Sie zog sich vom Theaterbetrieb zurück und lebte in Bremen und später in ihrer Heimatstadt Darmstadt.